# سكليروبروتين

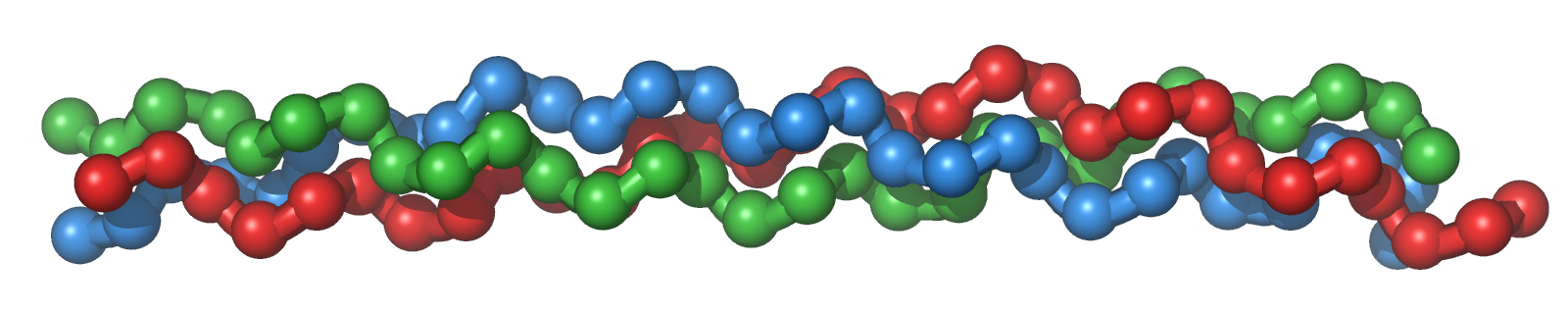
لولب ثلاثي تروبوكولاجين

تشكل سكليروبروتين أو البروتين الصلب أو البروتين الليفي (بالإنجليزية: Scleroprotein)‏ واحدة من ثلاثة أنواع رئيسية من البروتينات (إلى جانب بروتينات الغشاء وبروتين كريوي). هناك العديد من فائض فرط السكليروبروتين بما في ذلك الكيراتين والكولاجين والإيلاستين، والفبروين. وتشمل أدوار هذه البروتينات الحماية والدعم، وتشكيل النسيج الضام، والأوتار، والعظام، والخلية العضلية.

## البنية الجزيئية الحيوية
البروتين الصلب يتكون من خيوط بروتينية طويلة، والتي تكون على شكل قضبان أو أسلاك. بالإضافة إلى أنها بروتينات هيكلية أو بروتينات تخزين تكون عادةً خاملة وغير قابلة للذوبان في الماء. يحدث كمجموع نتيجة للسلاسل الجانبية الكارهة للماء التي تبرز من الجزيء.
عادة ما يكون تسلسل الببتيد في سكليروبروتين محدودًا من المخلفات مع التكرارات. ويمكن أن تشكل هياكل ثانوية غير عادية؛ مثل حلزون الكولاجين. غالباً ما تتميز التراكيب بصلات متقاطعة بين السلاسل(على سبيل المثال، روابط cys-cys ثنائي السلفيد بين سلاسل الكيراتين).
تميل سكليروبروتين إلى عدم التمزق بسهولة مثل البروتينات الكروية.
Miroshnikov et al. (1998) من بين الباحثين الذين حاولوا تجميع البروتينات الليفية.

## وصلات خارجية
- Scleroproteins في المكتبة الوطنية الأمريكية للطب نظام فهرسة المواضيع الطبية (MeSH).